# Josep Juncà i Albert
Josep Juncà i Albert (Tarragona, 25 de desembre del 1916 - Madrid, desembre del 1937) va ser músic i compositor de sardanes.
Nebot del compositor i músic Antoni Juncà i Soler, estudià música amb mossèn Tàpies, organista i mestre de capella de la catedral de Tarragona, i amb Salvador Ritort i Faus. Escriví a la premsa, feu de professor de música i dirigí una coral. Morí en el front, en el transcurs de la Guerra Civil. El seu germà fou el també compositor Joan Juncà i Albert,
És autor de cinc sardanes.